# Букет, Евгений Васильевич
Евге́ний Васи́льевич Буке́т (род. 23 октября 1981, Киев, Украинская ССР, СССР) — украинский краевед, журналист, общественный деятель. Почётный краевед Украины (2016). Председатель Правления ОО «Викимедиа Украина» (2011—2012). Член правления Национального союза краеведов Украины, член Национального Союза журналистов Украины, лауреат молодёжной премии главы Киевской облгосадминистрации (2004), Международной премии имени Олеся Гончара (2008), Международной литературно-художественной премии имени Пантелеймона Кулиша (2018).
15 августа 2012 Центральной избирательной комиссией Украины зарегистрирован кандидатом в народные депутаты Украины по 212 мажоритарному избирательному округу (Киев, Дарницкий район) от политической партии «Наша Украина» (получил 0,34 % голосов на парламентских выборах 2012 года.).
В 2015-2022 гг. — главный редактор газеты «Культура і життя».

## Публикации
- Букет Є. В. Історія українського села Грузьке. — Київ: «Логос», 2001. — 48 с. — ISBN 966-581-268-8
- Букет Є. В. Історія українського села. Козичанка. — Київ: «Логос», 2003. — 100 с. — ISBN 966-581-406-0
- Букет Є. В. Вісімдесят років діяльності «Молодої Просвіти». — Київ: Пугач О. В., 2004. — 96 с. — ISBN 966-8359-00-3
- Букет Є. В. Історія українського села. Комарівка. — Київ: «Логос», 2004. — 88 с. — ISBN 966-581-554-7
- Ащенко Н. В., Букет Є. В., Нетреба Д. С. та ін.; Упоряд. Букет Є. В. Нариси з історії Макарівського району: До 15-ї річниці Незалежності України. — Київ: «Логос», 2006. — 416 с. — ISBN 966-581-815-5
- Букет Є. В., Луценко М. В. Молодіжні та дитячі громадські організації Київської області. Довідник. — Київ: «Логос», 2008. — 116 с. — ISBN 978-966-581-971-4
- Ащенко Н. В., Букет Є. В., Нетреба Д. С. та ін. Макарівський район. 85 років. Презентаційний збірник. — Київ: «Український видавничий консорціум», 2008. — 64 с. — ISBN 978-966-8189-66-1
- Букет Є. В. Історія українського села. Колонщина. — Вінниця: ПП "Видавництво «Теза», 2008. — 132 с. — ISBN 978-966-421-059-8
- Букет Є. В. Буслів суд. Грузецькі оповідки. — Київ: Пугач О. В., 2009. — 48 с. — ISBN 978-966-8359-09-5
- Букет Є. В. та ін. Наше прізвище Букет. — Київ: Пугач О. В., 2010. — 160 с. — ISBN 978-966-8359-08-8
- Букет Є. В., Кулаковський В. М., Міщенко Л. А. та ін.; Упоряд. Букет Є. В. Нариси з історії Ясногородки. — Біла Церква: Вид. О. В. Пшонківський, 2010. — 304 с. — ISBN 978-966-2083-83-5
- Міста і села України. Київщина / історико-краєзнавчі нариси. — Том 2. — Київ: «Український видавничий консорціум», 2011. — 448 с. — ISBN 978-966-1641-31-9
- Букет Є. В., Перерва В. С. Люди, які несли віру. Літопис православного життя села Грузького. — Київ: Пугач О. В., 2011. — 80 с. — ISBN 978-966-8359-14-9
- Букет Є. В. Іван Бондаренко — останній полковник Коліївщини. // Макарівські історико-краєзнавчі читання: збірник текстів виступів на історико-краєзнавчій конференції (смт Макарів Київської області 25 листопада 2011) — Київ: Видававець О. В. Пугач, 2012. — Сторінки 31-47. ISBN 978-966-8359-10-1
- Букет Є. В., Гальчак С. Д., Дмитрук В.І., Маньковська Р. В. Джерела духовності: Науково-краєзнавчі експедиції Національної спілки краєзнавців України 2009—2013 рр. Документи та матеріали — Вінниця: ПП «Балюк І. Б.», 2014. — 340 с. ISBN 978-617-530-064-0
- Савченко Г. П., Букет Є. В., Синявський Я. О. Київська область. Живий у пам’яті поколінь // Україна Тараса Шевченка: іст.-краєзнав. нариси / упоряд.: Р. В. Маньковська, В. М. Мельниченко; передм. О. П. Реєнта; голова ред. ради Л. М. Новохатько; голов. ред. О. П. Реєнт; худож.-оформлювач О. М. Іванова; М-во культури України, Нац. спілка краєзнавців України. — Харків: Фоліо, 2014. — С. 182—213, 574. ISBN 978-966-03-6759-3
- Букет Євген. Іван Бондаренко — останній полковник Коліївщини. Історичний нарис. — Київ: Видавництво «Стікс», 2014. — 320 с. ISBN 978-966-2401-09-7
- Букет Євген. Нариси з історії Київської «Просвіти». — К.: ВЦ «Просвіта», 2014. — 112 с. — ISBN 978-617-7201-05-1
- Букет Є.В. Швачка — фенікс українського духу. — Київ : «Український пріоритет», 2016. — 360 с. — ISBN 978-617-7398-15-7.
- Національна спілка краєзнавців України в інформаційному просторі. До 90-річчя журналу «Краєзнавство» / [відп. ред. О. П. Реєнт; упоряд.: Є. В. Букет, В. І. Дмитрук, Р. В. Маньковська, В. І. Милько]. — К.: НСКУ, 2017. — 183 с. — ISBN 978-617-7009-52-7.
- Мар’янівка / за заг. ред. Є. В. Букета; Є. В. Букет, П. Л. Машовець, Г. Г. Оніщук. — Житомир: ФОП Євенок О. О., 2017. — 132 с., іл. — (Історія укр. села). — ISBN 978-617-7483-80-8
- «Дивлюся на небо та й думку гадаю» в перекладах мовами світу / Упорядники Є. В. Букет, О. Є. Петренко. — Житомир: ФОП Євенок О. О., 2017. — 112 с. — (Бібліотека газети «Культура і життя»). — ISBN 978-617-7607-13-6